# Sainte-Reine, Savoie
Sainte-Reine, Savoie là một xã thuộc tỉnh Savoie trong vùng Rhône-Alpes ở đông nam nước Pháp.